# Marcio Pacheco
Márcio José Pacheco Ramos (Boa Esperança, 6 de abril de 1977) é um policial federal e político brasileiro, atualmente no terceiro mandato como deputado estadual do Paraná pelo Progressistas.

## Carreira Política
Márcio Pacheco iniciou sua trajetória política como vereador de Cascavel, sendo eleito em 2012, pelo antigo PPL. No ano seguinte, assumiu a presidência da Câmara de Vereadores de Cascavel para o biênio 2013/2014. Em 2014, foi eleito deputado estadual do Paraná, com 24.855 votos. Em 2016, concorreu à prefeitura de Cascavel, obtendo a segunda colocação com 33,43% dos votos válidos (56.260 votos).
Em 2018, foi reeleito deputado estadual, com 39.323 votos. Em 2020, novamente se candidatou à prefeitura de Cascavel, desta vez pelo PDT, alcançando a segunda colocação. Em 2022, foi reeleito para o terceiro mandato consecutivo como deputado estadual, pelo Republicanos, com 36.423 votos. Em 2024, foi candidato, novamente, à prefeitura de Cascavel, desta vez pelo Progressistas. Terminou a disputa em segundo lugar, com 31.852 votos.

## Carreira profissional
Antes de iniciar sua carreira política, Pacheco ingressou na Polícia Militar em 1997, e em 2003 formou-se no curso de Letras (Português/Inglês) pela Universidade Estadual do Oeste do Paraná (Unioeste). Em 2007, ingressou na Polícia Federal.

## Atuação legislativa
Durante sua trajetória na Assembleia Legislativa do Paraná, Pacheco se destacou por apoiar pautas relacionadas ao autismo, ao setor produtivo, ao homeschooling, ao movimento pró-vida e ao empreendedorismo.
Entre suas principais realizações, destaca-se o trabalho pela instalação da 3ª EsFAEP (Escolas de Formação, Aperfeiçoamento e Especialização de Praças da Polícia Militar) em Cascavel, bem como a conquista de recursos no valor de R$ 1,8 milhão para a APA de Cascavel, destinados à conclusão das obras do Centro de Saúde e Habilitação da instituição.

## Controvérsias
A carreira política de Pacheco é foi marcada por algumas controvérsias. Em 2022, ele foi um dos deputados estaduais que votaram a favor de um aumento salarial de 37% para os membros da Assembleia Legislativa do Paraná.
Pacheco é associado a Ricardo Barros, deputado federal com um histórico de investigações relacionadas à Operação Lava Jato. Barros esteve presente na convenção partidária de Pacheco em 2024, quando ele confirmou sua candidatura à prefeitura de Cascavel.
Outro episódio polêmico ocorreu durante sua campanha para prefeito de Cascavel em 2016, quando Pacheco tentou bloquear o WhatsApp por meio de uma ação judicial, com a justificativa de combater a disseminação de fake news que, segundo ele, estariam prejudicando sua candidatura.
Pacheco também recebeu o apoio de Alfredo Kaefer, ex-deputado federal, em sua campanha para prefeito. Kaefer, porém, é uma figura controversa, tendo sido condenado pela Justiça Federal em processos relacionados à gestão de suas empresas e crimes financeiros.

## Desempenho em eleições
| Ano  | Eleição               | Partido       | Cargo             | Vice                     | Votos           | Resultado             |
| ---- | --------------------- | ------------- | ----------------- | ------------------------ | --------------- | --------------------- |
| 2012 | Municipal de Cascavel | PPL           | Vereador          | -                        | 1.413 (0,89%)   | Eleito                |
| 2014 | Estaduais no Paraná   | PPL           | Deputado Estadual | -                        | 24.855 (0,43%)  | Eleito                |
| 2016 | Municipal de Cascavel | PPL           | Prefeito          | Juliano Murbach (PRB)    | 56.260 (33,43%) | Não eleito (2º Lugar) |
| 2018 | Estaduais no Paraná   | PPL           | Deputado Estadual | -                        | 39.323 (0,69%)  | Eleito                |
| 2020 | Municipal de Cascavel | PDT           | Prefeito          | Samantha Sitnik (PDT)    | 16.072 (10,28)  | Não eleito (2º Lugar) |
| 2022 | Estaduais no Paraná   | Republicanos  | Deputado Estadual | -                        | 36.423 (0,60%)  | Eleito                |
| 2024 | Municipal de Cascavel | Progressistas | Prefeito          | Fernando Mantovani (MDB) | 31.852 (18,88%) | Não eleito (2º Lugar) |